# Saudade

Saudade, dipinto di José Ferraz de Almeida Júnior (1899)

La saudade (IPA: portoghese [sawˈdadɨ]; portoghese brasiliano [sawˈdadʒi]; gallego [sawˈdade]) è un sentimento affine alla nostalgia e a una sorta di malinconia per qualcosa che si è perso ma rivive nel ricordo. Il termine deriva dalla cultura lusitana, prima galiziana e portoghese e poi brasiliana, ed è in particolare legato all'età delle scoperte, in cui i marinai portoghesi dovevano affrontare lunghi periodi di assenza dai luoghi familiari.
In alcune accezioni la saudade è una specie di ricordo nostalgico, affettivo, di un bene speciale che è assente, accompagnato da un desiderio di riviverlo o di possederlo. In molti casi consiste in una dimensione quasi mistica, come accettazione del passato e fede nel futuro.
La saudade è strettamente collegata con il fado, la musica popolare portoghese.

## Etimologia
Etimologicamente il termine saudade deriva dal latino solitūdo (solitudine, isolamento) ; la forma arcaica, soidade , si è modificata gradualmente a partire dal XVI secolo, forse per attrazione di saudar (salutare) o saùde (salute).

## Descrizione
In galiziano e portoghese, a differenza di altre lingue romanze, la parola è l'unica utilizzata per designare tutte le varianti di questo sentimento. In tal senso è spesso considerata intraducibile in altre lingue. Saudade può essere comunque tradotta, approssimativamente, anche come struggimento, tristezza di un ricordo felice. Lo scrittore Antonio Tabucchi, raffinato conoscitore della lingua e cultura portoghese, spiega la Saudade come un senso di nostalgia tanto legato al ricordo del passato quanto alla speranza verso il futuro e propone come traduzione il dantismo disìo, come compare nel canto VIII del Purgatorio:
ai navicanti e 'ntenerisce il core

lo dì c'han detto ai dolci amici addio»
(Dante Alighieri, Divina commedia: Purgatorio, Canto VIII)
L'uso del termine ha probabilmente origine all'epoca del colonialismo portoghese, quando iniziò ad essere usata per definire la solitudine dei portoghesi in una terra estranea, lontani dai loro cari.
Si può avere saudade di molte cose:
- di qualcuno che non c'è più,
- di qualcuno che amiamo e che è lontano o è assente,
- di un caro amico,
- di qualcuno o qualcosa che non si vede da tantissimo tempo,
- di qualcuno con cui non parliamo da molto tempo,
- di un luogo caro (la patria, il proprio paese, la propria casa),
- di un cibo,
- di situazioni,
- di un amore

L'espressione matar a saudade (o matar saudades) è utilizzata per esprimere la scomparsa di questo sentimento, ad esempio, ricordando, parlando di un fatto passato, rincontrando una persona, rivedendo un luogo o rivivendo una situazione. Nel sud del Portogallo, mandar saudades significa mandare saluti, felicitazioni.
La saudade è largamente presente nel fado portoghese, del quale è in qualche modo la base poetica e musicale. Amália Rodrigues, la più conosciuta interprete del fado (che deriva dal latino fatum, fato, destino), cantava spesso la saudade.
Anche il genere musicale detto morna di Capo Verde è intimamente legato alla variante locale della parola, la sodade.
Ancora di più la musica brasiliana è legata a questo sentimento, soprattutto nella bossa nova, la cui prima canzone di successo fu proprio Chega de saudade (Basta con la "nostalgia"), composta da Tom Jobim e da Vinícius de Moraes nel 1958 e resa celebre da João Gilberto.
Alla fine degli anni cinquanta, all'epoca dell'affermazione della bossa nova, in particolare grazie ai testi di de Moraes, paroliere, ma anche affermato poeta, le canzoni brasiliane iniziarono a abbandonare i temi tragici e melodrammatici del periodo precedente, quello del samba cançao, in cui dominavano l'amore non corrisposto, la perdita dell'amore, la sofferenza per il tradimento. Divennero in qualche modo più ottimistiche, grazie anche al sentimento di rinascita che si avvertiva nel paese, anche se con una dose immancabile di fatalismo. I testi celebravano la felicità, ma anche la tristezza, due sentimenti che venivano equiparati e che condividevano la stessa bellezza, con uguale dignità. La canzone di Jobim e di de Moraes, vero inno della bossa nova, descrive perfettamente questo percorso. La nostalgia è rivolta al passato, la saudade è rivolta anche al presente, ma anche al futuro, per quanto incerto o irrealizzabile, comunque pieno di speranza.
(Vinícius de Moraes, Chega de saudade, 1958)
Gran parte degli autori portoghesi e brasiliani hanno dedicato canzoni e poesie alla saudade, (Naná Vasconcelos, percussionista e cantore brasiliano dedicò un album a questo sentimento: Saudades, 1979 ECM productions) e ne hanno dato la loro interpretazione, cercando di darne una definizione che non è mai risultata definitiva.
(Chico Buarque, Pedaço de mim, 1977)

## In altre lingue
Nella lingua napoletana e nei dialetti di molte zone del sud Italia, esiste un termine, "pucundrìa", che racchiude in parte quel senso di profonda malinconia dell'anima che la "saudade" evoca. Pino Daniele, nel suo terzo album "Nero a metà" del 1980, ne ha fatto una canzone dal titolo "Appocundrìa", appunto, in cui narra di questo sentimento struggente, più della sola malinconia comunemente intesa, e quasi a volervi stabilire un parallelismo con il "blues", di cui si sentiva portavoce, il cui nome trae origine da un termine americano, "blue", che indica anch'esso un misto di tristezza e malinconia di cui non sempre si riesce a spiegare il motivo preciso.